# Керкер
Керкер (араб. كركر) — місто в Тунісі у регіоні Сахель. Входить до складу вілаєту Махдія. Станом на 2004 рік тут проживало 6 143 особи.